# 日本図書教材協会
一般社団法人日本図書教材協会（にほんとしょきょうざいきょうかい）は、小・中学校用の図書教材類を制作・発行している日本の教材出版社で構成されている業界団体。